# Gare de Clion-sur-Seugne
Gare de Clion-sur-Seugne vasútállomás Franciaországban, Clion településen.

## Vasútvonalak
Az állomást az alábbi vasútvonalak érintik:
- Chartres–Bordeaux-vasútvonal

## Kapcsolódó állomások
A vasútállomáshoz az alábbi állomások vannak a legközelebb:
- Gare de Pons
- Gare de Jonzac